# Zablaće (miasto Čačak)
Zablaće (cyr. Заблаће) – wieś w Serbii, w okręgu morawickim, w mieście Čačak. W 2011 roku liczyła 1170 mieszkańców.